# Patellidae
Patellidae — семейство морских брюхоногих моллюсков из подкласса Patellogastropoda.
Представители семейства обладают характерными колпачковидными раковинами и встречаются преимущественно в приливной зоне. Широко распространены в водах умеренного и тропического климатического пояса.

## Этимология названия
Название рода происходит от сходства раковины с чашей (лат. patella — жертвенная чаша или просто чаша).

## Внешний вид и строение
Размер раковины варьируется от маленького до среднего (2-11 см). Раковина имеет коническую, шапковидную, чашевидную форму. Вершина расположена посередине, раковина во внутренней верхушечной части утолщена каллусом перламутрового, слегка переливающегося цвета. Наружная поверхность гладкая или радиально-ребристая, с тонкими линиями нарастания. Крышечка отсутствует. На форму раковин влияет среда обитания: особи, живущие на скалах, подверженных воздействию волн, имеют плоские, более массивные раковины, а обитающие на растениях и в защищенных местообитаниях — более высокие и орнаментированные. Нога очень мускулистая, и с её помощью моллюск прочно прикрепляется к субстрату (чтобы его оторвать, требуется сила в несколько килограммов).

## Распространение
Представители семейства распространены в морях умеренного и тропического климатических поясов.

## Биология и экология

### Места обитания
Обитают на литорали, в приливной зоне, а также в зоне заплеска. Чаще всего встречаются на каменистых субстратах. Во время отлива не отступают вместе с водой, а прочно прилипают к камням, накапливая запас воды между раковиной, мантией и субстратом, что позволяет им пережидать прилив.

### Питание
Травоядные — питаются морскими травами, водорослями, перифитоном (в том числе мелкими губками и личинками сидячих ракообразных). Кормятся во время прилива.

### Размножение
Размножаются с апреля по сентябрь. Яйца прикрепляются к камням и окружены тонким слоем слизи. Молодые особи достигают половой зрелости через год.

## Роды
По данным World Register of Marine Species, на декабрь 2024 года надсемейство включает 4 современных и 2 вымерших рода:
- Berlieria de Loriol, 1903 †
- Cymbula H. Adams & A. Adams, 1854
- Helcion Montfort, 1810
- Patella Linnaeus, 1758
- Proscutum P. Fischer, 1885 †
- Scutellastra H. Adams & A. Adams, 1854